# Umibōzu

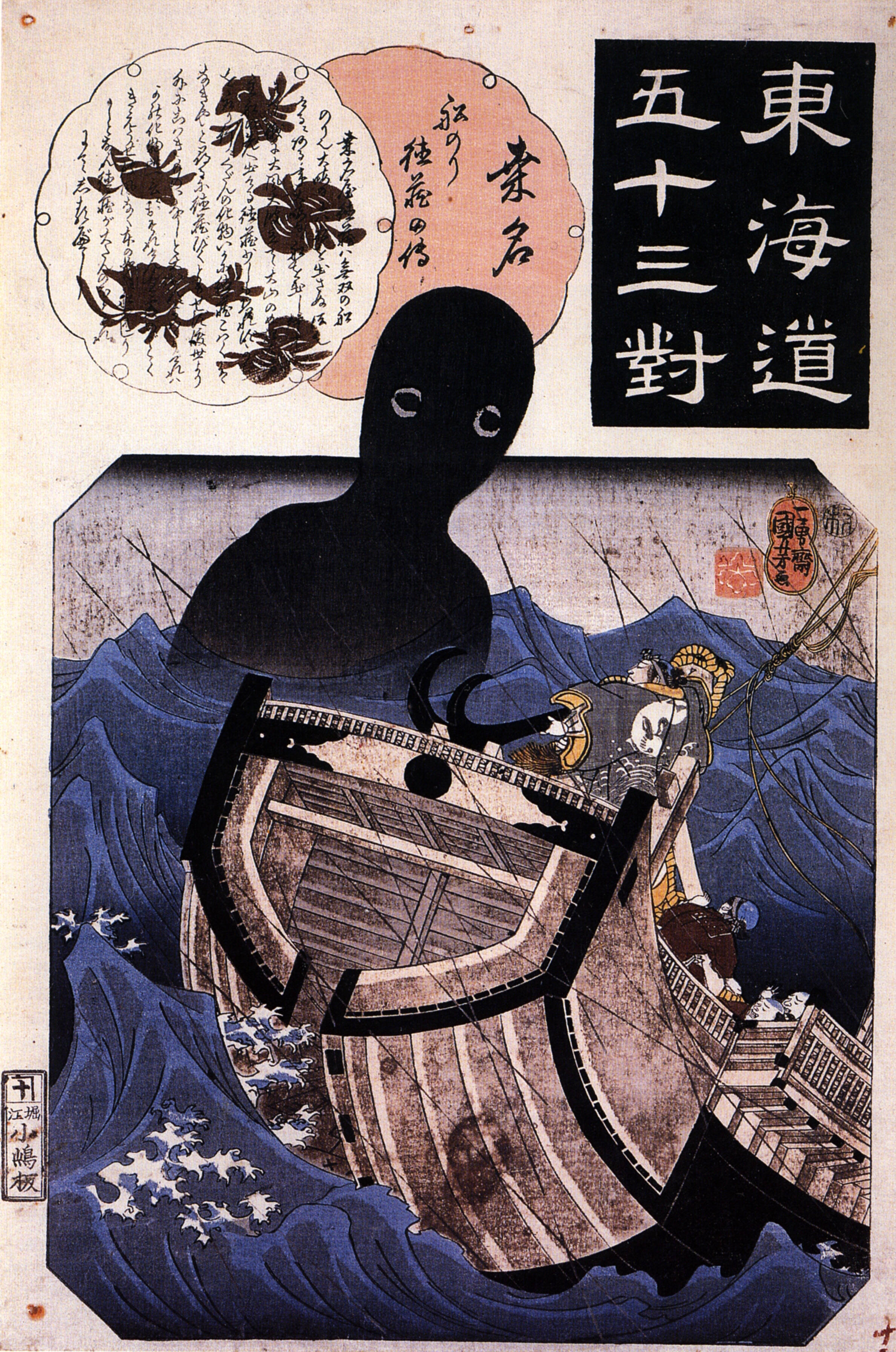
Il marinaio Tokuso incontra un umibōzu, Ukiyo-e di Utagawa Kuniyoshi

L'umibōzu (海坊主? lett. "monaco di mare") è uno yōkai, uno spirito del folclore giapponese. Si dice che l'umibōzu viva nell'oceano e che capovolga le navi di chiunque osi parlargli. Il nome di questo spirito, che combina il kanji di "mare" con quello di "monaco buddhista", probabilmente è dovuto al fatto che l'umibōzu pare abbia una grande testa rotonda, che ricorda appunto il capo rasato dei monaci buddhisti. Si dice che siano sacerdoti annegati, che esibiscono la testa rasata e in genere sembra stiano pregando. Di solito vengono descritti come dotati di un torso grigio dall'aspetto fumoso e di arti serpentini.
Secondo un racconto, se un umibōzu si arrabbia, pretende che la ciurma assalita gli fornisca un barile che poi riempie di acqua di mare per annegarla. Per evitare questo destino terribile, è necessario dargli un barile senza il fondo.

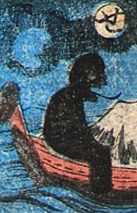
Carta garuta del periodo Edo raffigurante un umibōzu

Questa leggenda è probabilmente correlata ad un'altra tradizione giapponese, secondo cui le anime di persone senza nessuno che guardi la loro tomba si rifugiano in mare.

## Nella cultura di massa
L'umibōzu è uno yōkai molto conosciuto e si ritrova anche nella moderna cultura giapponese. Tale creatura è presente, ad esempio, nei manga City Hunter (amico del protagonista, il suo vero nome è Hayato Ijūin, mentre nella traduzione italiana è chiamato Falco), Gegege no Kitaro e Naruto (in quest'ultimo caso è un mostro fatto d'acqua, con un bordo grigio come corpo), ma anche in One Piece, dove ne compare un esemplare di nome Wadatsumi (che ha l'aspetto di un normale gigante ma vive nelle profondità marine). È anche ripreso nella serie Monster in my pocket, dove è il numero 118. In Samurai Jack, l'aspetto del demone Aku è in parte ispirato a questo tipo di creatura. Inoltre, compare come boss di fine livello nel videogioco Nioh. Nel manga Gintama Umibouzu è il soprannome con il quale è noto il padre di Kagura, una dei comprimari del protagonista Sakata Gintoki; tale nome gli è stato affibbiato in quanto è considerato il guerriero più forte dell'universo e dotato di una forza mostruosa. Nel videogioco Pikmin 2 il nome giapponese del boss Spettro d'acqua è Amebozu, una fusione di ameba e Umibozu.